# Abdel-Majed Abdel Bary
Abdel-Majed Abdel Bary (in arabo عبد المجيد عبد الباري‎?; Londra, 18 luglio 1990 – El Puerto de Santa María, 26 luglio 2023) è stato un rapper egiziano naturalizzato britannico, conosciuto anche come Lyricist Jinn e L Jinny.

## Biografia
Era noto soprattutto perché sospettato di essere un militante dello Stato Islamico, tant'è che, dopo la circolazione di materiale video relativo alla decapitazione del corrispondente di guerra americano James Wright Foley, l'MI6 si è concentrato su tre sospetti jihadisti che potrebbero collegare al boia soprannominato Jihadi John. Si ipotizza quindi che Abdel Bary fosse il collega di John soprannominato "George", facente parte della cellula terroristica di origine britannica nota come "i Beatles".
Tuttavia, nel febbraio 2015 è stato riferito che Jihadi John era in realtà l'informatico londinese-kuwaitiano Mohammed Emwazi e nel luglio dello stesso anno alcune fonti affermano che Bary fosse fuggito in Turchia dopo aver abbandonato i ranghi dell'ISIS.
Il 21 aprile 2020, dopo essere entrato illegamente in Spagna attraverso una scialuppa, venne arrestato ad Almeria insieme a due terroristi. Rinchiuso nel carcere di El Puerto de Santa María, il 12 luglio del 2023 cominciò il suo processo in cui fu accusato di terrorismo internazionale e di collegamento con l'ISIS, in cui Bary si dichiarò innocente. Qualche giorno dopo, venne ritrovato senza vita nella sua cella.